# Béla Bugár
Béla Bugár, maďarsky Bugár Béla, (* 7. července 1958, Bratislava) je slovenský a československý politik a strojní inženýr maďarské národnosti, bývalý poslanec a místopředseda Národní rady Slovenské republiky. Významná politická osobnost maďarské menšiny na Slovensku: v letech 1992 až 1998 předseda MKDH, poté mezi lety 1998 a 2007 předseda SMK-MKP, v letech 2009 až 2020 předseda strany Most-Híd. Od června 2018 byl kandidátem na post prezidenta SR ve volbách 2019. Od května 2023 je členem strany Most-Híd 2023.

## Biografie
Narodil se dne 7. července 1958 do maďarské rodiny v Bratislavě v tehdejším Československu. V letech 1977 – 1982 studoval na Slovenské technické univerzitě v Bratislavě. Poté pracoval jako strojní inženýr v Závodech těžkého strojírenství (Závody ťažkého strojárstva) v Bratislavě–Petržalce. Před listopadem 1989 nebyl politicky aktivní.

### Politická kariéra

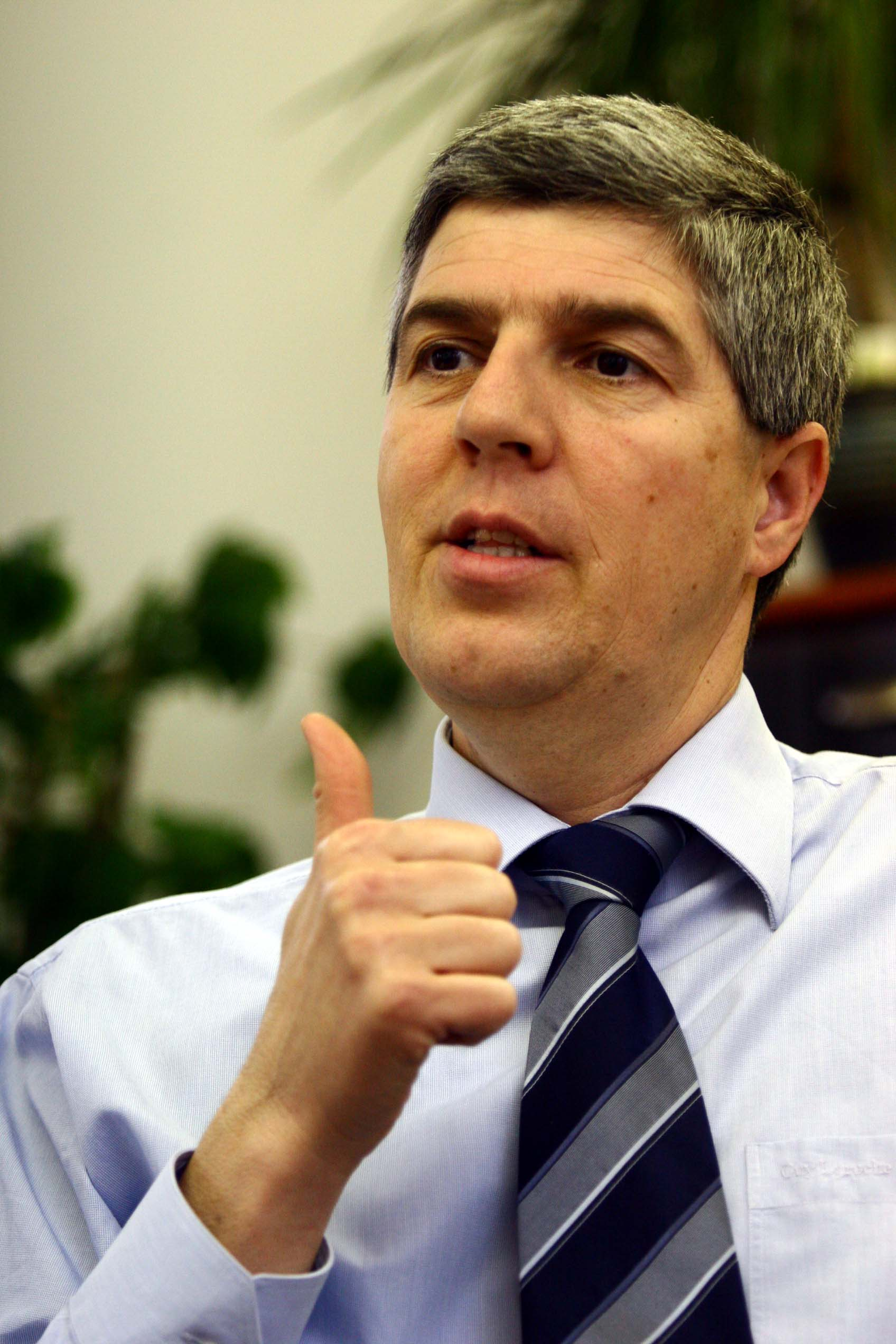
Béla Bugár v roce 2010

Jeho prvním politickým úspěchem se stalo zvolení do předsednictva Maďarského křesťanskodemokratického hnutí v roce 1990.
Ve volbách roku 1990 byl zvolen do slovenské části Sněmovny národů Federálního shromáždění (volební obvod Západoslovenský kraj) za hnutí Maďarské kresťanskodemokratické hnutie, respektive za koalici hnutí Spolužitie a Maďarského křesťanskodemokratického hnutí. Ve Federálním shromáždění setrval do voleb roku 1992.
V roce 1992 se stal předsedou MKDH. Ve volbách v roce 1992 usedl za MKDH do Slovenské národní rady, která se v roce 1993 po vzniku samostatného Slovenska přetvořila v Národní radu Slovenské republiky. V ní pak zasedá trvale od té doby a mandát obhájil ve všech volbách, tedy ve volbách roku 1994, volbách roku 1998, volbách roku 2002, volbách roku 2006, volbách roku 2010 i volbách roku 2012.
Po sloučení třech stran maďarské menšiny stran a vzniku jednotné SMK-MKP v roce 1998 se stal předsedou této strany. V letech 2002 – 2006 byl místopředsedou NR SR, po abdikaci Pavla Hrušovského z funkce předsedy NR byl od 7. února 2006 do konce volebního období pověřen plnit všechny ústavní kompetence předsedy NR SR. V letech 2006 až 2010 byl členem výboru NR SR pro obranu a bezpečnost.
V červnu 2009 založil, po odchodu z SMK-MKP, novou politickou stranu Most-Híd, jejímž předsedou byl zvolen 11. července.
Tuto stranu dovedl do parlamentních voleb 2010, v nichž získala 14 mandátů a stala se součástí koaliční vlády Ivety Radičové. Bugár však jako předseda strany jakékoliv ministerské křeslo odmítl.
9. června 2018 oznámil, že se bude ucházet o post slovenské hlavy státu v prezidentských volbách 2019. Podle vlastních slov chce být prezidentem všech občanů Slovenska. Slováků, Maďarů, Rusínů, Romů, úspěšných i méně úspěšných, mladých i starých, městských i vesnických. Protože jsem přesvědčen, že prezident by takový měl být.
V roce 2021 se Bugár díky sloučení stran Most-Híd a SMK-MKP do MKÖ-MKS a jejího následného přejmenování na SZÖVETSÉG–ALIANCIA stal členem této strany, ze které ale v květnu 2022 vystoupil.
V roce 2023 se po převzetí strany MKDA lidmi kolem Lászla Sólymose a jejímu následnému přejmenování na Most-Híd 2023 po jejich odchodu ze SZÖVETSÉG–ALIANCIA stal členem této strany.

## Soukromý život
Hovoří maďarsky a slovensky.
Je ženatý, má jednu dceru. S rodinou žije v podunajském městě Šamorín (Somorja) v Trnavském kraji.

## Dílo
- BUGÁR, Béla. Žijem v takej krajine.... Bratislava: Kalligram, 2004. 192 s. ISBN 80-7149-627-8. (slovensky)
- BUGÁR, Béla. Olyan országban élek.... Bratislava: Kalligram, 2004. 192 s. ISBN 9788071495925. (maďarsky)

## Ocenění a vyznamenání
- 2004  Maďarský záslužný kříž